# Enes Talha Şenses
Enes Talha Şenses (* 3. Juli 1998) ist ein türkischer Leichtathlet, der sich auf den Hochsprung spezialisiert hat.

## Sportliche Laufbahn
Erste internationale Erfahrungen sammelte Enes Talha Şenses im Jahr 2015, als er bei den Jugendweltmeisterschaften in Cali mit übersprungenen 2,04 m in der Qualifikation ausschied, wie auch bei den U20-Europameisterschaften 2017 in Grosseto mit 2,05 m. Im Jahr darauf belegte er bei den Balkan-Hallenmeisterschaften in Istanbul mit einer Höhe von 2,10 m den sechsten Platz und im Jahr darauf wurde er bei den Balkan-Hallenmeisterschaften ebendort mit 2,10 m Achter. Anschließend schied er bei den U23-Europameisterschaften im schwedischen Gävle mit 2,07 m in der Vorrunde aus. 2021 gewann er bei den Balkan-Hallenmeisterschaften in Istanbul mit übersprungenen 2,15 m die Silbermedaille. Ende Juni gelangte er bei den Freiluftmeisterschaften in Smederevo mit 2,05 m auf den zehnten Platz. Im Jahr darauf verpasste er bei den Europameisterschaften in München mit 2,12 m den Finaleinzug und auch bei den Halleneuropameisterschaften 2023 in Istanbul schied er mit 2,12 m in der Qualifikationsrunde aus. 2024 belegte er bei den Balkan-Hallenmeisterschaften ebendort mit 2,10 m den fünften Platz. Ende Mai gelangte er bei den Freiluft-Balkan-Meisterschaften in Izmir mit 2,05 m auf Rang sechs und im Jahr darauf belegte er bei den Balkan-Hallenmeisterschaften in Belgrad mit 2,00 m den achten Platz.
In den Jahren 2018 und 2021 wurde Şenses türkischer Meister im Hochsprung im Freien sowie 2018, 2019 und 2024 in der Halle.